# 打麻雀运动

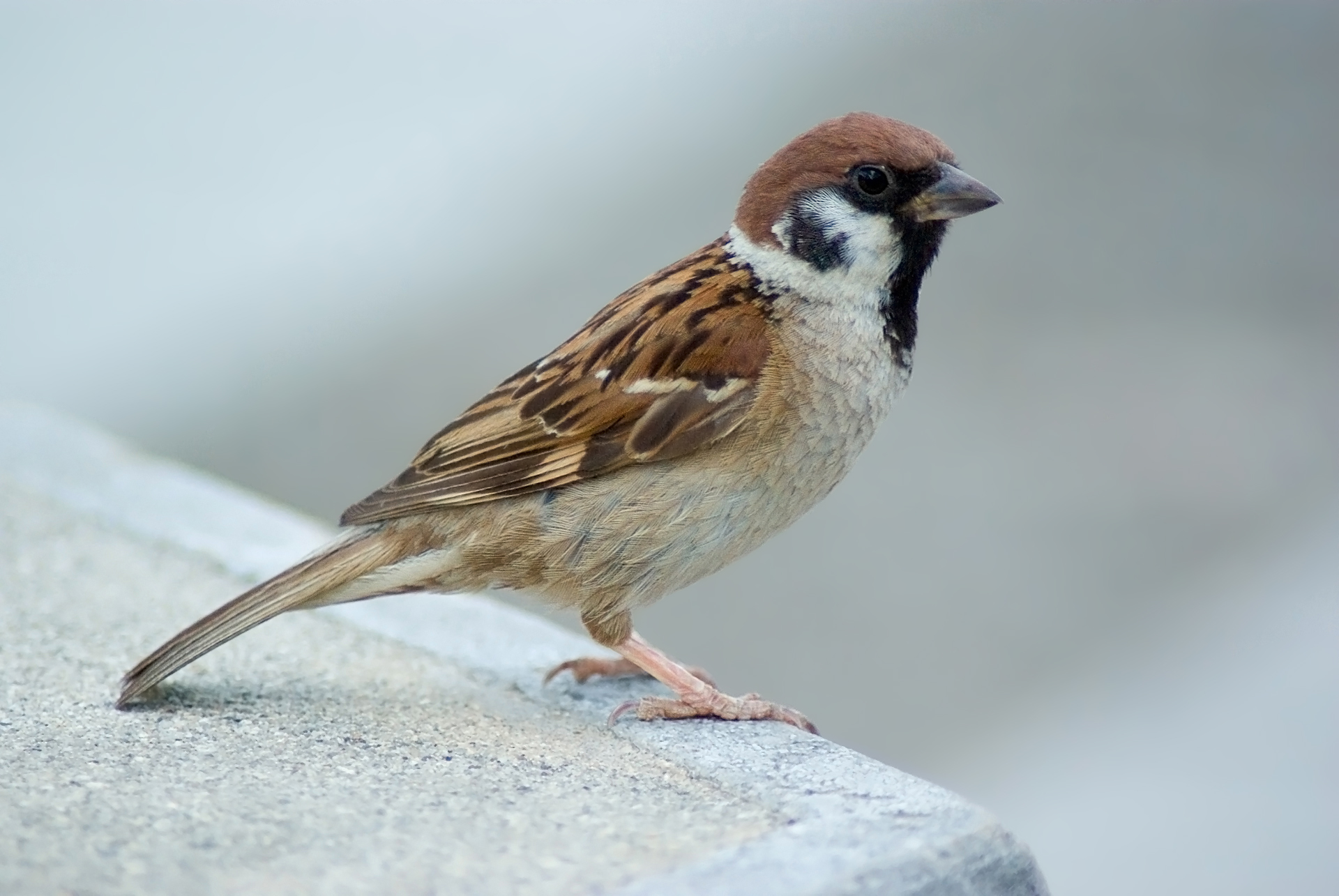
从城市到农村，麻雀在工人、农民、士兵、学生等多年集体捕杀后，造成了严重的生态失衡。

打麻雀运动，又称“消灭麻雀运动”，是中华人民共和国由首任国家领导人毛泽东带头發起，从1955年开始、在大跃进时期大规模开展的“除四害运动”之一，该运动以在全国范围内消灭麻雀为目标。据不完全的统计，1958年全国共捕杀麻雀2亿多只（一说约21.1亿只），导致虫害成灾、粮食欠收，成为三年大饥荒的成因之一。

## 历史

### 运动起源

打麻雀运动的宣传海报，在校学生也是被动员的对象。海报中的图像为：男学生正在用弹弓瞄准麻雀，女学生则拎着被打下的数只麻雀

1955年，有农民反映麻雀祸害庄稼，時任中國共產黨主席毛澤東得知後表示麻雀是害鸟，最好要消滅。1955年下半年，毛泽东在组织起草农业发展纲要草案（即《农业十七条》）过程中，决定将麻雀与老鼠、苍蝇、蚊子一起列为必除的“四害”。1956年1月，经中共中央政治局讨论、最高国务会议正式通过扩充版本的《纲要草案》，其中第27条规定：从1956年开始，分别在5年、7年或者12年内，在一切可能的地方，基本上消灭老鼠、麻雀、苍蝇、蚊子。

1956年，包括朱洗在内的一批生物学家对消灭麻雀提出反对意见，但未起作用。1957年1月18日，《北京日报》发表了时任教育部副部长周建人的文章《麻雀显然是害鸟》，断定“麻雀为害鸟是无须怀疑的”、“害鸟应当扑灭，不必犹豫”，并提出：
社会已经改变了，但旧社会的某些思想方法或观点仍然会残留着。过去时代不少人把自己看作是自然界的顺民，不敢有改造自然的想头，当然也不敢把自己看作是自然界的主人。.... 还有叫做均衡论的见解，也妨碍人们改造自然的决心。... 均衡论只强调了静止的一面，忽略了生物的历史是一个过程。.... 均衡论叫人害怕自然界如失掉均衡会闹出乱子。

### 大规模展开
1957年底，“大跃进”的口号被提出，大规模的“除四害运动”在全国范围内兴起。1958年3月-5月间，毛泽东在数次中央工作会议以及中共八大二次会议上，都号召要消灭麻雀。此后，全国各地陆续成立了由地方主要领导担任“总指挥”的“围剿麻雀总指挥部”，发动了灭雀大战役，各地报纸作了连篇累牍的报道，且几乎都采用了“军事性”的标题：“调兵遣将、准备武器、摩拳擦掌：灭雀大军待命总攻”、“全市金鼓齐鸣杀声震天迫使麻雀纷纷落地”、“灭雀大军战果辉煌”、“准备武器、出动侦骑：三军誓灭小东西大敌人”、“阵地密如网、岗哨密如林、小麻雀命在旦夕”，等等。当时流传着一首民谣《擂鼓鸣金除四害》：
老鼠奸，麻雀坏，苍蝇蚊子像右派。吸人血，招病害，偷人幸福搞破坏。千家万户快动手，擂鼓鸣金除四害。
1958年4月21日，《北京晚报》发表了郭沫若所作的《咒麻雀》诗一首：
麻雀麻雀气太官，天垮下来你不管。麻雀麻雀气太阔，吃起米来如风刮。麻雀麻雀气太暮，光是偷懒没事做。麻雀麻雀气太傲，既怕红来又怕闹。麻雀麻雀气太娇，虽有翅膀飞不高。你真是个混蛋鸟，五气俱全到处跳。犯下罪恶几千年，今天和你总清算。毒打轰掏齐进攻，最后方使烈火烘。连同武器齐烧空，四害俱无天下同。
1961年，中国科学院化学研究所顾问、苏联化学家米哈伊尔·安東諾維奇·克罗契科 (Mikhail Antonovich Klochko)在回忆录中，记录了三年前他在北京的见闻：
整个运动首先是由党内某些头面人物发动的，他们认为麻雀糟蹋了太多粮食。不用说，这并没有与任何专家商讨过，整个运动完全是党鼓捣出来的，并在它的监督下付诸实施……麻雀虽然吃粮食，但它们也消灭了许多害虫，而这些害虫要比鸟糟蹋更多的庄稼.......我们俄国人怀着厌恶的心情注视着这场对麻雀的屠杀。
火箭专家钱学森、数学家华罗庚、作家巴金等人也积极参与了打麻雀运动。当时的《人民日报》报道说，中国科学院有2000多个科学家和工作人员参加了“战斗”。据不完全的统计，1958年全国捕杀麻雀2亿多只（一说据全国爱国卫生运动委员会办公室的统计，约21.1亿只），结果到了1959年的春天，中国许多城市街道两侧的树叶几乎都被害虫吃光了。但是，1959年7月10日下午，毛泽东在庐山会议的一次讲话上，再次提到麻雀问题：“有人提除四害不行了，放松了。麻雀现在成了大问题，还是要除。”

### 运动结束
1959年庐山会议后，毛泽东发动“反右倾运动”，要求全国“反右倾、鼓干劲”，实现更大的跃进。尽管如此，中国科学院实验生物所所长朱洗（在此前1957年发动的反右运动中，朱洗已经差点被打成右派）、中国科学院生理研究所研究员冯德培、张香桐等科学家强烈要求为麻雀“平反”。1959年11月27日，中科院党组书记张劲夫就麻雀问题写了一份《关于麻雀益害问题向主席的报告》，并附上了这些科学家和国外科学家的观点，经胡乔木转报毛泽东，两天后获得毛泽东批示：“张劲夫的报告印发各同志。” 按照中国科学院党组的部署，中国科学院生物学部于1959年12月29日和1960年1月9日召开麻雀问题座谈会，酝酿成立“麻雀研究工作协调小组”，开展麻雀益害问题的研究。此后，由有关国家机关和诸多科研单位人员组成，并以中国科学院生物学部主任童第周任负责人的协调小组于3月4日正式成立。
1960年3月18日，毛泽东起草的《中共中央关于卫生工作的指示》中提出：“麻雀不要打了，代之以臭虫，口号是‘除掉老鼠、臭虫、苍蝇、蚊虫’。” 4月10日，第二届全国人民代表大会第二次会议讨论了1957年10月产生的《纲要修正草案》，将关于除四害的第二十七条内容改为“从一九五六年起，在十二年内，在一切可能的地方，基本上消灭老鼠、臭虫、苍蝇和蚊子。” 消灭麻雀运动终于得以正式停止。

## 方式
捕杀麻雀的方式包括：手抓、胶粘、网拉、夹子扑、弹弓打、毁巢、毒饵诱杀，或敲盆打桶、持杆乱打，不允许麻雀有片刻休息，促其心力憔悴而死。使用的工具包括铁丝夹、铁丝笼、竹竿、红旗、鞭炮、石子、弹弓、锣鼓、喇叭筒、洗脸盆、气枪、假人、草人等。
1956年1月8日，中国著名鸟类学家、中国科学院动物研究所研究员郑作新在《人民日报》上发表题为《麻雀的害处和消灭它的方法》的长文，此后还编写了《怎样防除麻雀》、《防除雀害》等小册子。但郑作新对“消灭麻雀”持保留意见，提出：对麻雀益害问题，不能一概而论，要依不同季节、不同地区和环境区别对待。

## 影响

### 生态灾难
殲滅麻雀的結果使農田當中的害蟲（例如蝗蟲等）幾乎沒有天敵，而讓次年的糧食嚴重欠收，發生極為嚴重的饥荒問題。虽然1960年起，麻雀被移除出“四害”的名单，可是由於生態平衡已遭受破壞，再加上糧食制度和政策錯誤、浮誇風等問題，最終還是改變不了三年大飢荒的發生。

### 迫害科学家
1966年，文化大革命爆发，此前反對打麻雀運動的科学家朱洗在1962年就已病逝，但此时仍被扣上把毛主席同腓特烈大帝相提并论、公开反对毛主席的罪状，因此受到造反派砸碑掘坟、曝其尸骨。而此前对打麻雀运动持一定保留意见的科学家郑作新，也被扣上“利用麻雀做文章”来反对毛主席、反对“大跃进”、反对“最高指示”等种种“罪名”，受到残酷迫害和批斗。

## 延伸阅读
- 张戎，乔·哈利戴：《毛澤東：鮮為人知的故事》

- 纪录片：The Peoples' Century -- 1949: The Great Leap（公共電視網）